# Георг Мекленбург-Гюстровский
Георг Мекленбургский (нем. Georg von Mecklenburg; 23 февраля 1528 — 20 июля 1552, Франкфурт-на-Майне) — сын герцога Мекленбурга Альбрехта VII и Анны Бранденбургской.

## Биография
С 1537 года он воспитывался при дворе герцогини Елизаветы Брауншвейгской вместе с её сыном Эрихом, а в 1546 году присоединился к вспомогательным войскам, которые Мориц Саксонский привёл к императору Карлу V. Георг, вероятно, принимал участие на стороне императора в ходе Шмалькальденской войны и в битве при Мюльберге, но упоминается только в 1550 году, когда он подружился с Морицем во время осады из-за отказа принять временное соглашение от города Магдебург. Вскоре после начала осады, длившейся с 16 сентября 1550   по 9 ноября 1551-го, Георг был захвачен в ходе вылазки горожан и освобождён только после капитуляции города. С января по ноябрь 1551 года он жил в Магдебурге в доме Zum Lindwurm.
В ходе Второй Шмалькальденской войны Георг вступил в коалицию протестантов и удерживал город Вольмирштедт в начале 1551 года. Присутствовал при осаде Аугсбурга с 1 по 5 апреля, а затем отправился с ними в Тироль, где 19 мая штурмом взял замок Эренберг. Своей храбростью он внёс значительный вклад в быстрое завершение кампании, окончившуюся Пассауским договором. Затем он принял участие в осаде города Франкфурта-на-Майне. 20 июля выпущенное из города пушечное ядро оторвало ему правую ногу; в результате этого ранения он скончался в тот же день. Его тело было подготовлено для перевозки в Мекленбург, а его внутренности захоронены в Ханау, «но по виттенбергскому обычаю». Он был похоронен 7 августа в месте захоронения герцогов Мекленбургских — часовне Святой Крови в Шверинском соборе.